# Tour d'Algérie 1972
Le Tour d'Algérie 1972 s'est déroulé du 21 mars au 2 avril, sur un parcours de 1 699 kilomètres d'Alger à Alger. La course fut remportée par le coureur néerlandais Frits Schür.

## Parcours
La course se dispute sur un circuit découpé en cinq étapes allant d'Alger vers Tizi Ouzou pour une distance totale de 1699 kilomètres. Le peloton passera par Tizi Ouzou, Bejaia, Sétif, Batna, Biskra, Bou Saada, Ksar el Boukhari, Khemis Miliana, El Khemis, Tiaret, Saïda, Oran, Mostaganem, Ténès, Tipaza et enfin Cherchell jusqu'à l'arrivée à Alger.
| Étape     | Date    | Villes étapes                     |                             | Distance (km)    | Vainqueur d’étape      | Leader du classement général |
| --------- | ------- | --------------------------------- | --------------------------- | ---------------- | ---------------------- | ---------------------------- |
| 1re étape | 21 mars | Alger - Tizi Ouzou                |                             | 98               | Ryszard Szurkowski     | Ryszard Szurkowski           |
| 2e étape  | 22 mars | Tizi Ouzou - Bejaia               |                             | 123              | Gustave Hermans        |                              |
| 3e étape  | 23 mars | Sétif - Batna                     |                             | 166              | Frans Van Looy         |                              |
| 4e étape  | 24 mars | Batna - Biskra                    |                             | 123              | Frans Van Looy         |                              |
| 5e étape  | 25 mars | Biskra - Bou Saada                |                             | 170              | Alexandre Gussiatnikov |                              |
| 6e étape  | 26 mars | Ksar el Boukhari - Khemis Miliana |                             | 175              | Ryszard Szurkowski     |                              |
|           | 27 mars | El Khemis                         | Jour de repos               | Journée de repos | Journée de repos       | Journée de repos             |
| 7e étape  | 28 mars | El Khemis - Tiaret                |                             | 167              | Ryszard Szurkowski     |                              |
| 8e étape  | 29 mars | Tiaret - Saïda                    |                             | 170              | Zenon Czechowski       |                              |
| 9e étape  | 30 mars | Saïda - Oran                      |                             | 180              | Igor Moskalev          |                              |
| 10e étape | 31 mars | Oran - Mostaganem                 |                             | 89               | Ryszard Szurkowski     |                              |
| 11e étape | 1 avril | Ténès - Tipaza                    |                             | 138              | Nikolaï Gorelov        |                              |
| 12e étape | 2 avril | Tipaza - Cherchell                | Contre-la-montre individuel | 27               | Jørn Lund              |                              |
| 12e étape | 2 avril | Cherchell - Alger                 |                             | 100              | Sven-Åke Nilsson       | Frits Schur                  |

## Résultats

### Classements finals
| Classement général final | Classement général final | Classement général final | Classement général final        | Classement général final |
|                          | Coureur                  | Pays                     | Équipe                          | Temps                    |
| ------------------------ | ------------------------ | ------------------------ | ------------------------------- | ------------------------ |
| 1er                      | Frits Schür              | Pays-Bas                 | Équipe nationale Pays-Bas       | en                       |
| 2e                       | Jiří Háva                | Tchécoslovaquie          | Équipe nationale tchécoslovaque | +                        |
| 3e                       | Dusan Zeman              | Tchécoslovaquie          | Équipe nationale tchécoslovaque | +                        |
| modifier                 |                          |                          |                                 |                          |